# Shatkona

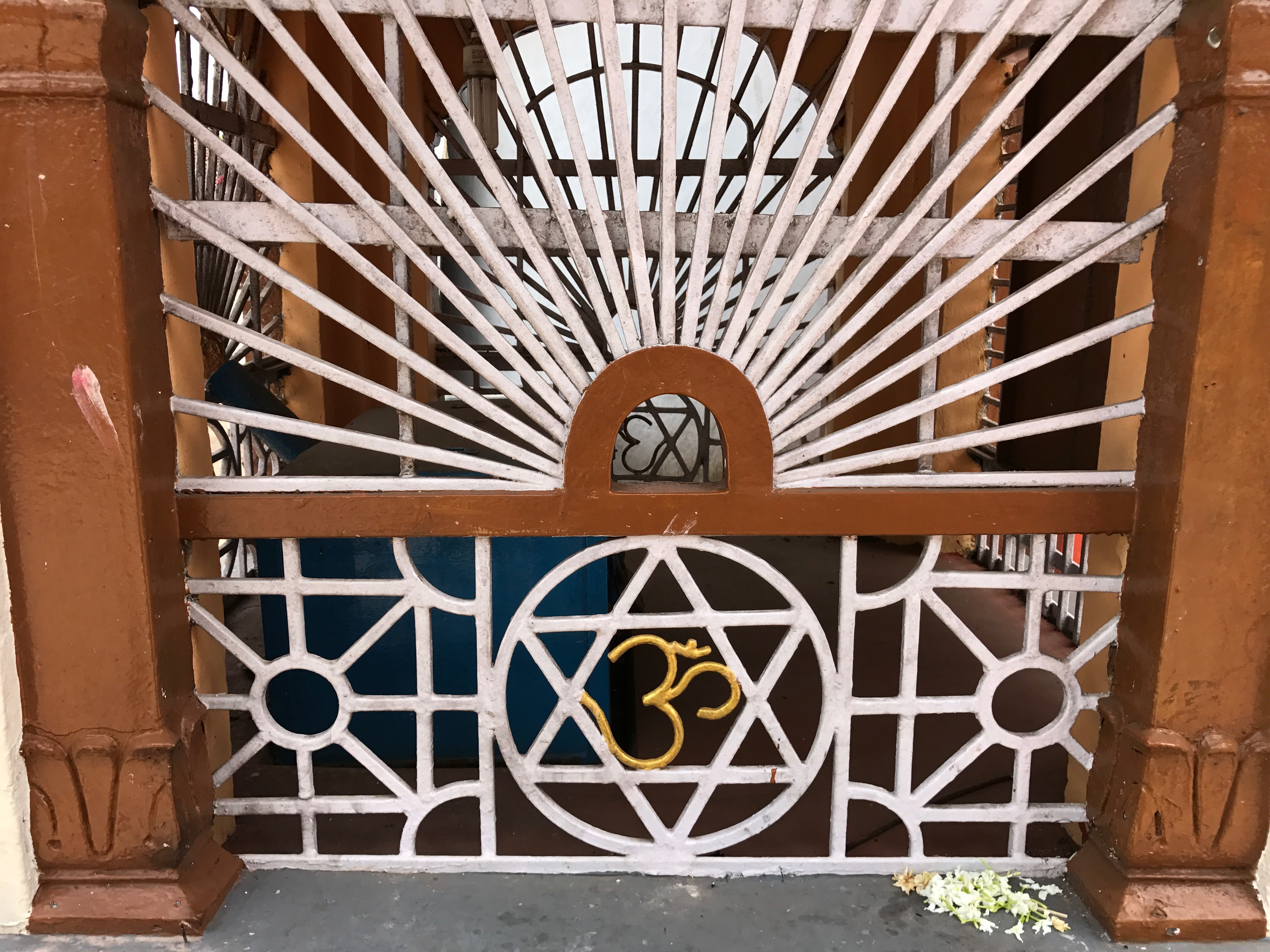
Hexagrama con el símbolo del om en un histórico templo hindú de Kerala

Shatkona o Satkona ( षट्कोण ) es un hexagrama usado en el hinduismo yantra formado por dos triángulos entrelazados; el superior representa a Shiva o Purusha y el inferior a Shakti o Prakriti. A menudo esto se representa como Shiva/Shakti. Su unión da a luz al hijo de Shiva y Shakti, Ardhanarishvara. El Shatkona representa tanto la forma masculina como la femenina, como símbolo de la unión divina de masculino y femenino y como la fuente de toda creación.

Para los hindúes ortodoxos, el triángulo superior simboliza: las cualidades cósmicas de su dios, el Universo y el mundo físico. Por otro lado, el triángulo inferior representa los estados del alma humana: vigilia, sueño y sueño profundo. En este sentido, de una forma general se puede decir que representa la dualidad mente-cuerpo.  Estilísticamente, es idéntico a la estrella de David judía y al escudo Kagome japonés.

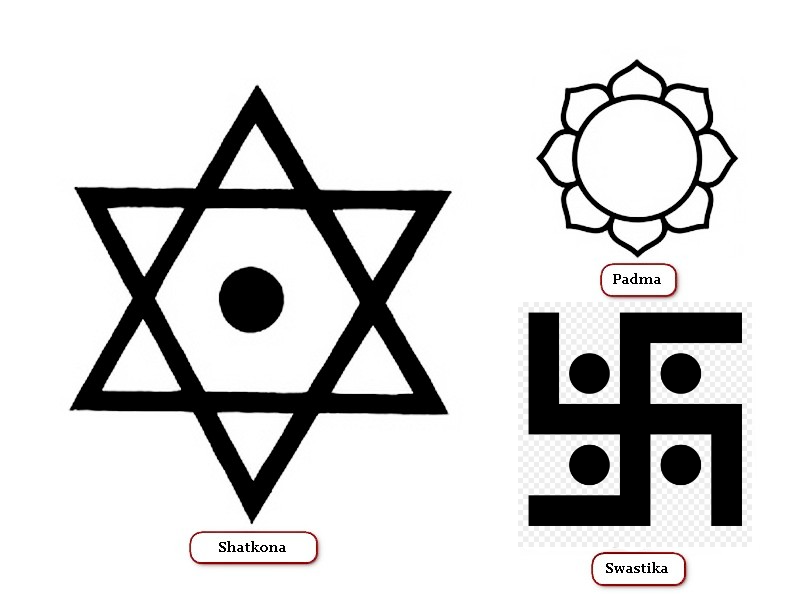
Los tres símbolos básicos del Hinduismo: El Shatkona, el Padma y la Esvástica.